# Spaniolii de modă nouă
Spaniolii de modă nouă (titlul original: în spaniolă Los nuevos españoles) este un film de comedie socială spaniol, realizat în 1974 de regizorul Roberto Bodegas, protagoniști fiind actorii José Sacristán, Antonio Ferrandis, Manuel Zarzo, Rafael Hernández și Manuel Alexandre.
Este o comedie socială, cu tentă de costumbrism. Filmul prezintă în mod pesimist schimbările în obiceiurile și formele economice și de muncă din societatea spaniolă de la sfârșitul regimului Franco cu critici la adresa modernizării economice înțelese ca dezumanizare și dependența străină de guvernul Statelor Unite.

## Rezumat
Filmul descrie povestea unei companii de asigurări spaniole falimentare, cunoscută sub numele de Seguros la Confidencia, care este absorbită de o multinațională americană numită Bruster & Bruster, cu sediul în Denver, Colorado. În fața acestui scenariu, atât angajații, cât și soțiile lor vor fi nevoiți să urmeze cursuri de adaptare la noua situație. Cursurile sunt faza pregătitoare pentru ceea ce va deveni ulterior o competiție pe echipe în cadrul companiei cu scopul de a fi transferate în Statele Unite (la sediul central din Denver) pentru a trăi visul american dorit. Echipa celor cinci protagoniști, după ce a obținut cel mai mare număr de asigurări vândute, devine echipa câștigătoare, ducând cu ea un preț necuantificabil de plătit.

## Distribuție
- José Sacristán – José Ortiz, un angajat la asigurări
- Antonio Ferrandis – Don Luis,	director de asigurări
- Manuel Zarzo – Luis, un angajat la asigurări
- Manuel Alexandre – Sinesio, un angajat la asigurări
- Rafael Hernández – Antoñito, un angajat la asigurări
- María Luisa San José – Ana, soția lui José
- Claudia Gravy – Amanda, supraveghetor de formație
- Amparo Soler Leal – Sagrario, amanta lui Don Luis
- María José Román – soția lui Luis
- Montserrat Julió – soția lui Sinesio
- María Kosty – Señorita Julita, o lucrătoare
- William Layton – Harry Flanagan, antrenor și psiholog

## Premii
- 1974 a 30-a ediție Medalles del Cercle d'Escriptors Cinematogràfics
  - Medalia CEC pentru cel mai bun actor în rol secundar lui Antonio Ferrandis

## Lansare
Filmul Spaniolii de modă nouă a avut premiera în Spania pe data de 18 decembrie 1974.
În România premiera filmului a avut loc la data de 9 februarie 1981 la cinematografele „Scala”, și „Eforie” din capitală.